# Vista Alegre (Coronel Vivida)
Vista Alegre é um distrito do município brasileiro de Coronel Vivida, no estado do Paraná.,conhecido por acadêmicos da arqueologia por motivo da queda de um meteorito a cerca de 4 milhoes de anos chamado de cratera de VIsta Alegre 